# Ричард Клайдерман
Филип Пажес (на френски: Philippe Pagès), по-известен с псевдонима си Рѝчард Кла̀йдерман (на френски: Richard Clayderman, произнася се Ришар Кледерман), е френски пианист. Издал е множество албуми, включващи разнообразна по вид музика, от мелодии на популярни песни до класически изпълнения на пиано. Най-честите творби, представяни от него, са композициите на Бетховен, Шопен и Моцарт. Повечето от неговите записи се фокусират главно върху популярната музика и оркестровите аранжименти на добре познати романтични песни в частност.

## Биография
Започва да се учи да свири на пиано на 6-годишна възраст, като неговият баща е учител по пиано и негов преподавател.
Приет е в музикалната консерватория в Париж на 12 години, а четири години по-късно печели своя първи приз. Предсказана му е многообещаваща кариера като класически пианист, но за всеобщо удивление той решава да се занимава със съвременна музика. В това време неговият баща заболява сериозно и той става неспособен да поддържа сина си материално. В тези условия Ричард намира работа като акомпаньор.
Животът му се променя драматично през 1976 година, след като записва първата си популярна песен – Балада за Аделина – композирана от френския музикален продуцент Пол дьо Сеневил. Мелодията става изключително успешна, тъй като е продадена в 22 милиона копия в 38 страни. Оттогава Клайдерман записва над 1000 мелодии, като се счита, че той е сред най-успешните инструментални звукозаписни творци в света, с продадени 70 милиона албума в световен мащаб. Във върха на кариерата си прави 200 концерта за 250 дни.